# Бирон (Дордонь)
Бирон (фр. Biron) — коммуна на юго-западе Франции в департаменте Дордонь (регион Аквитания).

## География
Коммуна расположена на территории Пурпурного Перигора возле самой границы с краем Ажене.

## История

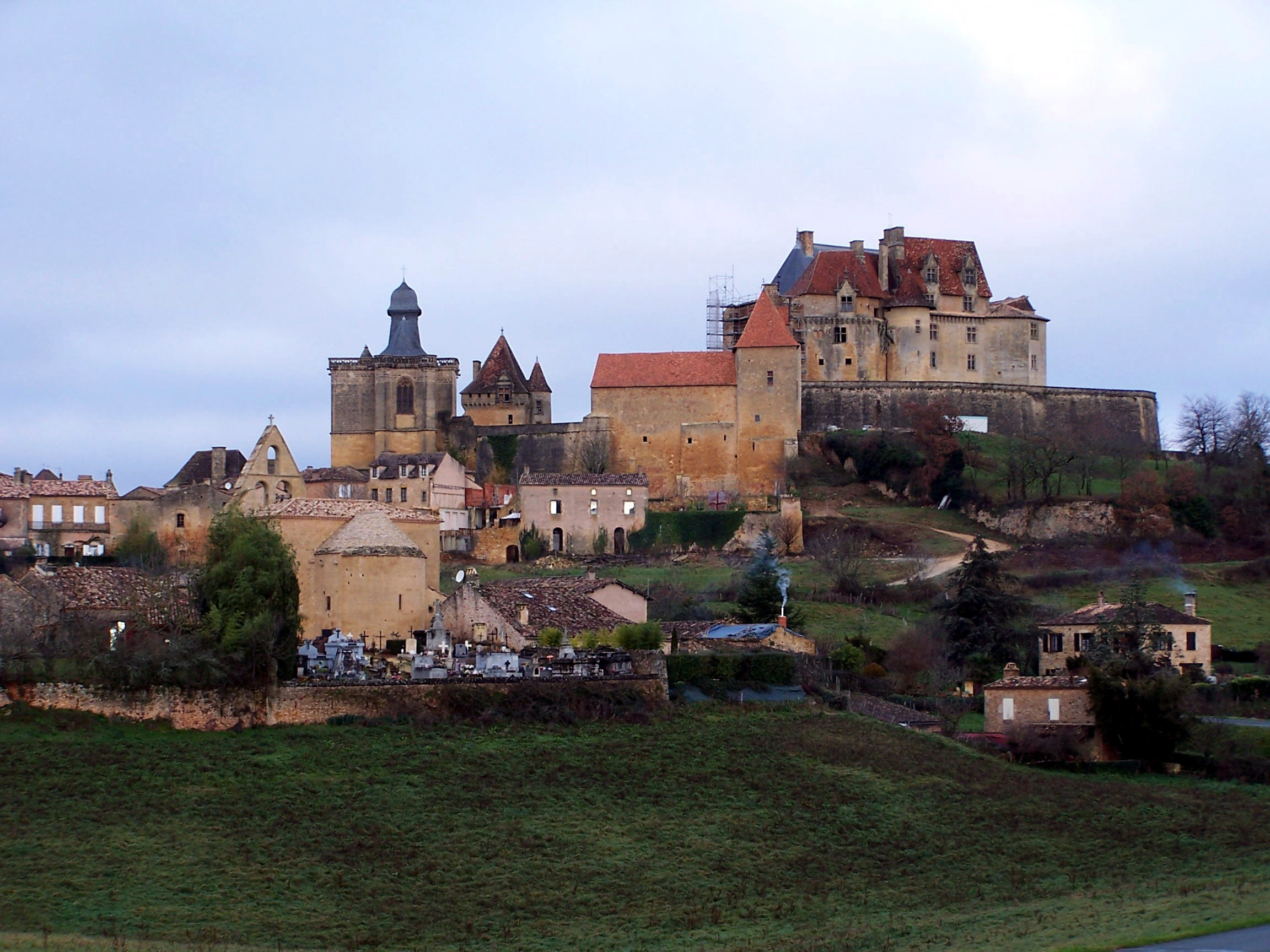
Вид на коммуну и замок

Коммуна известна благодаря замку Биронов периода XII—XVIII веков, классифицированного как национальный исторический памятник.
Замок занимает стратегическое положение у самой границы прежнего графства Перигора с Ажене и являлся центром одной из четырёх бароний Перигора.
История этой местности очень тесно связана с успехами и поражениями фамильного рода Гонто-Бирон, у которого эти земли были фьефом на протяжении 800 лет.
При образовании коммуны в 1790 году она получила имя Нотр-Дам-де-Бирон, а затем в период работы Национального конвента (1792—1795 годы), ей дали имя Mont-Rouge. Впоследствии она получила имя Бирон, сохранившееся и поныне.
В 1827 году территория коммуны была расширена присоединением соседних коммун.

## Достопримечательности
- Замок Бирон, XII—XVII век, посещение возможно
- Церковь Нотр-Дамм-дю-Бурж[2], приходская церковь в Бироне, XII—XIII век. Церковь посвящена Вознесению Девы Марии. Её возвели на месте прежней церкви приорства, зависимого от аббатства Сарла.
- Долина реки Лед с её водяными мельницами
- Мемориальный комплекс в Бироне. В 1996 году в коммуне Бирон закончилась реконструкция и состоялось открытие мемориального памятника жертвам двух мировых войн. Восстановительные работы были поручены немецкому скульптору Йохену Герцу, который задал жителям города вопрос «По вашему мнению, ради чего стоит рисковать своей жизнью?». Ответы, в числе которых были «любовь», «страх», «мир», мастер перенёс на плитки, закрепив их на монументе[3].